# Nhà thờ Thánh Nicholas ở Višňové
Nhà thờ Thánh Nicholas ở Višňové (tiếng Slovakia: Kostol svätého Mikuláša v Višňové) là một nhà thờ Công giáo La Mã tọa lạc ở làng Višňové, vùng Žilina, Slovakia. Vào ngày 5 tháng 11 năm 1963, nhà thờ này được ghi danh vào Danh sách Di tích Trung ương theo quyết định của Bộ Văn hóa Cộng hòa Slovakia.

## Lịch sử
Vào giữa thế kỷ 18, kiến trúc sư Petra Miller được giao nhiệm vụ thiết kế nhà thờ Thánh Nicholas ở Višňové. Nghi lễ đặt viên đá đầu tiên của nhà thờ này diễn ra vào năm 1769. Mãi đến mười ba năm sau công việc xây dựng nhà thờ mới kết thúc. Nhà thờ này có chiều dài là 46 mét và chiều rộng là 27 mét.
Vào ngày 29 tháng 9 năm 1783, buổi lễ thánh hiến nhà thờ Thánh Nicholas ở Višňové được cử hành một cách long trọng và bức tượng Đức Mẹ và Hài nhi được chuyển đến bàn thờ chính. Vào năm 1816, Đức Giám mục Nitra lúc bấy giờ là Jozef Kluch đã đích thân tiến hành thánh lễ thánh hiến các tòa tháp chuông của nhà thờ này. Các bức tranh bên trong nhà thờ là tác phẩm của một họa sĩ người Slovakia tên là Jozef Hanula. Ông đã vẽ những tác phẩm nghệ thuật này trong hai năm 1901 và 1902.